# Pinto Bandeira
Pinto Bandeira é um município brasileiro do estado do Rio Grande do Sul.

## História
O movimento pró-emancipação de Pinto Bandeira inicia-se em 18 de abril de 1994. Em 16 de abril de 1996, através da Lei n.º 10749, o governador do estado na época, Antonio Britto criava o município de Pinto Bandeira. A primeira eleição municipal aconteceu em 1 de outubro de 2000, e em 1º de janeiro de 2001 deu-se a instalação do município.
Pinto Bandeira foi elevado à categoria de município, ficando nessa situação entre os anos 2001 e 2003. No entanto, devido à Ação Direta de Inconstitucionalidade nº 2381-1/RS, requerida pelo então Partido Progressista Brasileiro em 2001, cuja solicitação foi deferida em 2003 pelo Supremo Tribunal Federal, o município foi extinto, restabelecendo-se sua antiga situação.
Em uma nova decisão do Supremo Tribunal Federal, anunciada em 10 de julho de 2010, a ministra Cármen Lúcia considerou válida a Emenda Constitucional nº 57 de 2008, que valida a criação de municípios com lei publicadas até 31 de dezembro de 2006. Com esta decisão, Pinto Bandeira voltaria a ser um município do Rio Grande do Sul. Embora tenha sido aprovado pela decisão do STF, o distrito continuou sob a jurisdição de Bento Gonçalves até que as eleições fossem consumadas, em outubro de 2012, e a posse do novo prefeito e do legislativo em 1º de janeiro de 2013.